# ليونيل فانجيوني
ليونيل خيسوس فانجيوني (بالإسبانية: Leonel Jesús Vangioni)‏ هو لاعب كرة قدم أرجنتيني في مركز الظهير الأيسر ولد في يوم 5 مايو 1987 في بلدة فيا كونستيتيوشن في الأرجنتين، يلعب حالياً مع نادي إيه سي ميلان الإيطالي بعدما انتقل لهم في صيف 2016. وقد سبق له اللعب مع نادي ريفر بليت في الأرجنتين ونادي نيولز أولد بويز. كما لعب مع منتخب الأرجنتين لكرة القدم ويبلغ طوله 175.

## روابط خارجية
- ليونيل فانجيوني على موقع الاتحاد الدولي (مؤرشف)  (الإنجليزية)
- ليونيل فانجيوني على موقع قاعدة بيانات كرة القدم.إي يو (الإنجليزية)
- ليونيل فانجيوني على موقع بيانات كرة القدم. دي إي (الألمانية)
- ليونيل فانجيوني على موقع ناشيونال فوتبول تيمز (الإنجليزية)
- ليونيل فانجيوني على موقع Soccerbase.com (لاعب) (الإنجليزية)
- ليونيل فانجيوني على موقع Soccerway.com (الإنجليزية)
- ليونيل فانجيوني على موقع عالم كرة القدم.نت (الإنجليزية)
- ليونيل فانجيوني على موقع AS.com (الإسبانية)